# اولکن قیندیزدی
اولکن قیندیزدی (به قزاقی: Ulken Kundyzdy) یک رود در قزاقستان است که در بلندی‌های قزاق واقع شده‌است.